# RKBヘッドライン
『RKBニュース』（あーるけーびーニュース）は、RKB毎日放送で放送されている毎日新聞制作のローカルニュース番組である。

## 概要

### ラジオ
以前の題名は毎正時に『RKB毎日ニュース』、30分が『RKBニュース』であったが後に統合され、現在は7時・正午（12時）・17時が『RKBニュース』、それ以外の毎50時は『RKB50ニュース』という形に改まった。
オープニングに、以前はアニメ『爆れつハンター』のオープニング曲「What's Up Guys?」のアウトロ部分が使われていたが、現在は『Larry Dunn Orchestra』の『Jahop』が使われている。

### テレビ
『総力報道!THE NEWS』開始後の2009年3月30日より、ローカルニュースの見出しタイトル・テロップフォーマットを『THE NEWS』全国パートと同一デザインに統一し、RKB独自デザインの見出しタイトルをいったん廃止した（右下には全時間帯で『今日感 THE NEWS RKB』と表記）。これはRKBを含む一部系列局においても同様の措置が取られており、特にテロップフォーマットはANNと同様にJNN系列全局で一時統一されていたもよう。また、土曜夕方のテレビローカルニュースでは、2009年4月11日より『報道特集』全国パートと同一デザインの見出しタイトル・テロップフォーマット使用に改められた。
2010年4月改編時よりRKB独自デザインの見出し字が復活。ただし、『Nスタ』をベースにデザインを改めたほか、全時間帯で『今日感NEWS』と表記していた。母体番組の『今日感テレビ』が2020年10月改編で終了したことに伴って、この表記は使用されなくなった。

### 取材範囲
テレビのローカルニュースでは福岡県のみならず佐賀県のニュースも一部取材・報道している。
ラジオでは、佐賀県内ニュースをJRN・NRN系列で全国報道する際の取材担当局はRKBや九州朝日放送ではなく、NBCラジオ佐賀となっている。
さらにRKBの天気予報では、地域区分を福岡県のみならず山口・佐賀・大分・長崎・熊本の各県も含める形で「九州北部地方」と表現。最低・最高気温を発表する都市名は県庁所在地である福岡市の他に下関市・佐賀市も加えられている。ただし、地元の北九州市は下関に隣接していることから省かれている。

## 放送時間
時刻はいずれもJST。

### RKBラジオ
RKBラジオの公式タイムテーブルに基づく。

★は『RKBラジオニュース』のタイトルで放送（正午のニュースについてはJNN記者のリポートが入る場合有り）
| 平日0 - 7:00★ - 7:50 - 8:50 - 9:50 - 10:50 - 11:50 - 12:50 - 13:50 - 14:50 - 15:50 - 16:45★ - 19:50月曜日二丁目お茶の間劇場内 - 21:50火曜から木曜曜カリメン内 金曜服部さやかのシュン好き内 | 土曜 - 8:50 - 9:50 - 10:50 - 14:55 - 17:00★ | 日曜 - 12:55 - 17:00★ |

- ワイド番組内・独立枠問わず、直後に「RKB天気予報」を放送する場合が多い。

### RKBテレビ
金曜深夜・土曜午後・日曜午後の枠は『RKB NEWS』のタイトルで放送。
朝
- 平日 6:30頃、6:45頃、7:50頃（『THE TIME,』に内包）
- 土曜 5:39頃（『JNN NEWS』に内包）
- 日曜 6:54頃（『JNN NEWS』に内包）

昼
- 平日 11:49頃（『ひるおび!』に内包）
- 土曜 11:54頃（『JNN NEWS』に内包）
- 日曜 11:35頃（『JNN NEWS』に内包）

午後
- 平日（2020年10月改編から『タダイマ!』に内包）
- 土曜 15:54 - 16:00 （特別番組が15:00から放送される場合には14:54 - 15:00）
- 日曜 14:18 - 14:24 （特別番組が放送される場合には休止）

夕方
- 平日 18:15 - 19:00（『タダイマ! NEWS』として放送）
- 土曜 17:45頃（『報道特集』に内包）
- 日曜 17:49 - 17:54 （『Nスタ』に内包）

深夜
- 平日 23:50頃（『news23』に内包）
- 土曜 0:37 - 0:40（『news23』に内包、金曜深夜）
- 日曜 0:26頃（『S☆1』に内包、土曜深夜）
- 月曜 0:46頃（『S☆1』に内包、日曜深夜）